# 9-Bit報道部
9-Bit報道部（キュービット ほうどうぶ）は、日本の女性アイドルグループ。パイク・プランニング所属。

## 概要
2013年12月、スマホゲーム情報サイト“9-Bit”（キュービット）から生まれたアイドルユニット“9-Bit報道部”として活動開始。木嶋のりこがプロデュースを務める。
2014年6月、シングル『Nowloading…』でデビュー。

## メンバー
- 工藤夢 （くどう ゆめ、1992年1月13日[2] - ）
北海道出身[2]。身長:155.5cm[2]。血液型はA型。愛称は「ゆめてん」。元バクステ外神田一丁目メンバー[3]。
2015年7月31日にはソロ・イメージDVD『夢旅行』をグラッソより発売した。
ミスFLASH2016にエントリーされたが、グランプリ受賞はならなかった[4]。

- 河那辺絢美 （かわなべ あやみ、1994年6月13日[5] - ）
京都府出身[5]。身長:156cm[5]。血液型はA型。愛称は「あやみん」。

## 元メンバー
- 遊佐美咲 （ゆさみ さき、1997年2月18日[6] - ）
静岡県出身[6]。身長:156.7cm[6]。愛称は「みちゃき」。
2015年1月24日、代々木ミューズモード音楽院で行われたライブ『Sweet Room Vol.1』をもって卒業[7]。

## 作品

### シングル
- Nowloading…（2014年6月22日）

## 出演

### インターネットテレビ
- 生スマ 〜生放送でスマホゲームをアイドルと遊んじゃおう!〜（2014年3月 - 、ニコニコ生放送）